# Erica maderensis
Erica maderensis (еріка мадейрська) — вид чагарникових рослин з родини вересові (Ericaceae), ендемік архіпелагу Мадейра.

## Опис
Цей вид є невеликим вічнозеленим дуже гіллястим чагарником заввишки 50–80(100) см. Листки лінійні, довжиною 5–9 мм. Квітки з подовженими і дзвоноподібними вінчиками, утворюючи бічні або кінцеві китиці; квіти жовтаво-рожеві. Плоди — коробочки. Квітує у  червні–серпні.

## Поширення
Ендемік архіпелагу Мадейра (острів Мадейра)
Зростає на скелях, скелястих схилах і щебені у гірському центральному районі Мадейри. Вид трапляється на висотах між 1200 і 1800 м над рівнем моря. Це панівний вид рослинності вище 1650 м н.р.м., однак ареал його невеликий.

## Використання
Цей вид не використовується людьми.

## Загрози та охорона
У минулому загрозою було випасання кіз. Однак 2004 року цей тиск припинився. Кролі все ще присутні, але невідомо чи вони є загрозою. Головною загрозою є недавнє розповсюдження Cytisus scoparius, що підвищує ризик поширення пожеж та конкурує з чагарником. Вважається, що в майбутньому зміна клімату стане проблемою, оскільки немає доступного середовища існування для переміщення виду.
Вид зростає в межах охоронних територій. Erica maderensis відома з чотирьох колекцій в ботанічних садах по всьому світу.